# عالی محمودی
 طایفهٔ عالی‌محمودی یکی از طوایف ایل بختیاری می‌باشد، که از شاخه هفت‌لنگ و از باب دینارانی است و متشکل از دو تیره علیمردان‌خانی و مهرعلی‌خانی می‌باشد.

## تاریخچه
در زمان محمدخان قمه طلا دینارانی به عنوان یک باب در بختیاری مستقل گردید. بعد از کشته شدن قمه طلا اولاد به دو شاخه تقسیم گردید و قدرت به عموی او علیخان رسید. بعد از علیخان قدرت سیاسی به اسدالله خان و خانباباخان رسید و در دهه ۱۳۰۰ حاکمیت قشلاقات بختیاری به محمدجوادخان درگاهی رسید که تا اصلاحات ارضی در دهه ۴۰ در این قدرت باقی ماند.

## زیستگاه
ییلاق در شهرستان اردل، شهرستان کوهرنگ و شهرستان لردگان از توابع استان چهارمحال و بختیاری است.
قشلاق در شهرستان ایذه و شهرستان مسجدسلیمان از توابع استان خوزستان است.
عالی محمودی های ساکن مسجدسلیمان
این طایفه در حدود پانصد خانوار و با جمعیتی قریب به ۴۸۰۰ نفر می باشند. این طایفه به‌هنگام کوچ به بردنشانده، آن را به‌چهار قسمت تقسیم کرده وبه آن «چهارکُو» گفته‌اند.
1. تیره عباس وند «اولاد عباس و باقر»
2. تیره باقروند «اولاد باقر»
3. تیره‌سلطانعلی وند «اولاد سلطانعلی»
4. تیره مددی

این طایفه دیرزمانی است که با طایفه کهیش و در کنار هم با صلح و صفا به سر می‌برند.

## تقسیمات
طایفه عالی محمودی متشکل از دو تیره بزرگ می‌باشد:
- مهرعلیخانی
- علیمردان خانی

### مهرعلیخانی
- تش قریشوند
- تش فرضعلی وند
- تش ملا مرادی
- تش شهولی وند
- تش شیخ عالی وند
- احمد میرحاجی
- عبده وند
- دووبرایی
- تش اولاد بالا
- تش اولاد پایین

### علیمردان‌خانی
- تش اولاد
- تش علیرضا وند
- تش صالح‌وند
- تش قیصروند
- تش لک محمودی
- تش نجف سنی
- تش عالی نقدعلی
- تش مددی